# Unione Sportiva Lecce 1979-1980
Questa voce raccoglie le informazioni riguardanti l'Unione Sportiva Lecce nelle competizioni ufficiali della stagione 1979-1980.

## Stagione
Nel corso dell'annata la squadra prende parte al campionato di Serie B e alla Coppa Italia.

## Divise
| Casa | Casa (2ª versione) | Trasferta | Trasferta (2ª versione) |

## Rosa
| N. |                   | Ruolo | Calciatore        |
| -- | ----------------- | ----- | ----------------- |
|    | Italia (bandiera) | P     | Graziano De Luca  |
|    | Italia (bandiera) | P     | Aldo Nardin       |
|    | Italia (bandiera) | D     | Franco Bonora     |
|    | Italia (bandiera) | D     | Michele Lo Russo  |
|    | Italia (bandiera) | D     | Carmelo Miceli    |
|    | Italia (bandiera) | D     | Roberto Bacilieri |
|    | Italia (bandiera) | D     | Walter Grezzani   |
|    | Italia (bandiera) | D     | Pasquale Bruno    |
|    | Italia (bandiera) | D     | Livio Gardiman    |
|    | Italia (bandiera) | D     | Giuseppe Bagnato  |
|    | Italia (bandiera) | D     | Antonio La Palma  |
|    | Italia (bandiera) | C     | Guido Biondi      |
|    | Italia (bandiera) | C     | Maurizio Gaiardi  |

| N. |                   | Ruolo | Calciatore             |
| -- | ----------------- | ----- | ---------------------- |
|    | Italia (bandiera) | C     | Giovanni Re            |
|    | Italia (bandiera) | C     | Ruggero Cannito        |
|    | Italia (bandiera) | C     | Francesco Mileti       |
|    | Italia (bandiera) | C     | Primo Maragliulo       |
|    | Italia (bandiera) | C     | Nello Cianci           |
|    | Italia (bandiera) | C     | Alfredo Giuseppe Spada |
|    | Italia (bandiera) | C     | Claudio Merlo          |
|    | Italia (bandiera) | C     | Panitto                |
|    | Italia (bandiera) | A     | Ubaldo Biagetti        |
|    | Italia (bandiera) | A     | Sergio Magistrelli     |
|    | Italia (bandiera) | A     | Fortunato Loddi        |
|    | Italia (bandiera) | A     | Paolo Piras            |
|    | Italia (bandiera) | A     | Paolo Tusino           |

## Risultati

### Serie B

#### Girone di andata
| 16 settembre 1979 1ª giornata | Palermo | 3 – 0 | Lecce |  |

| 23 settembre 1979 2ª giornata | Lecce | 3 – 1 | Parma |  |

| 30 settembre 1979 3ª giornata | Taranto | 0 – 1 | Lecce |  |

| 07 ottobre 1979 4ª giornata | Lecce | 1 – 2 | Monza |  |

| 14 ottobre 1979 5ª giornata | Bari | 1 – 0 | Lecce |  |

| 21 ottobre 1979 6ª giornata | Lecce | 1 – 0 | Brescia |  |

| 28 ottobre 1979 7ª giornata | Cesena | 0 – 0 | Lecce |  |

| 4 novembre 1979 8ª giornata | Lecce | 1 – 1 | Verona |  |

| 11 novembre 1979 9ª giornata | Ternana | 0 – 0 | Lecce |  |

| 18 novembre 1979 10ª giornata | Lecce | 0 – 1 | Como |  |

| 25 novembre 1979 11ª giornata | SPAL | 2 – 2 | Lecce |  |

| 2 dicembre 1979 12ª giornata | Lecce | 1 – 0 | Matera |  |

| 09 dicembre 1979 13ª giornata | Sambenedettese | 1 – 0 | Lecce |  |

| 16 dicembre 1979 14ª giornata | Atalanta | 2 – 1 | Lecce |  |

| 23 dicembre 1979 15ª giornata | Lecce | 0 – 1 | Sampdoria |  |

| 6 gennaio 1980 16ª giornata | Lanerossi Vicenza | 1 – 1 | Lecce |  |

| 13 gennaio 1980 17ª giornata | Lecce | 1 – 0 | Pisa |  |

| 20 gennaio 1980 18ª giornata | Lecce | 2 – 2 | Pistoiese |  |

| 27 gennaio 1980 19ª giornata | Genoa | 1 – 1 | Lecce |  |

#### Girone di ritorno
| 3 febbraio 1980 20ª giornata | Lecce | 0 – 0 | Palermo |  |

| 10 febbraio 1980 21ª giornata | Parma | 1 – 2 | Lecce |  |

| 17 febbraio 1980 22ª giornata | Lecce | 1 – 0 | Taranto |  |

| 24 febbraio 1980 23ª giornata | Monza | 0 – 0 | Lecce |  |

| 2 marzo 1980 24ª giornata | Lecce | 0 – 0 | Bari |  |

| 9 marzo 1980 25ª giornata | Brescia | 2 – 0 | Lecce |  |

| 16 marzo 1980 26ª giornata | Lecce | 2 – 0 | Cesena |  |

| 23 marzo 1980 27ª giornata | Verona | 1 – 0 | Lecce |  |

| 30 marzo 1980 28ª giornata | Lecce | 2 – 1 | Ternana |  |

| 5 aprile 1980 29ª giornata | Como | 2 – 0 | Lecce |  |

| 13 aprile 1980 30ª giornata | Lecce | 2 – 0 | SPAL |  |

| 20 aprile 1980 31ª giornata | Matera | 0 – 0 | Lecce |  |

| 27 aprile 1980 32ª giornata | Lecce | 1 – 1 | Sambenedettese |  |

| 4 maggio 1980 33ª giornata | Lecce | 0 – 0 | Atalanta |  |

| 11 maggio 1980 34ª giornata | Sampdoria | 1 – 1 | Lecce |  |

| 18 maggio 1980 35ª giornata | Lecce | 0 – 1 | Lanerossi Vicenza |  |

| 25 maggio 1980 36ª giornata | Pisa | 1 – 0 | Lecce |  |

| 1º giugno 1980 37ª giornata | Pistoiese | 0 – 0 | Lecce |  |

| 8 giugno 1980 38ª giornata | Lecce | 0 – 0 | Genoa |  |

### Coppa Italia

#### Fase a gironi
| Arbitro: | Redini (Pisa) |

|                          |           |            |
| Nicolini 21’ Palanca 71’ | Marcatori | 4’ Cannito |

| Arbitro: | Benedetti (Roma) |

|                             |           |                                    |
| Magistrelli 28’ (rig.), 44’ | Marcatori | 26’ Zaccarelli 47’ Pecci 87’ Greco |

| Arbitro: | Colasanti (Roma) |

|                 |           |             |
| Magistrelli 59’ | Marcatori | 84’ Baldoni |

| Arbitro: | Materassi (Firenze) |

|                                                     |           |  |
| De Stefanis 66’ Borsellino 74’ Montesano 83’ (rig.) | Marcatori |  |

## Statistiche

### Statistiche di squadra
| Competizione | Punti | In casa | In casa | In casa | In casa | In casa | In casa | In trasferta | In trasferta | In trasferta | In trasferta | In trasferta | In trasferta | Totale | Totale | Totale | Totale | Totale | Totale | DR |
| Competizione | Punti | G       | V       | N       | P       | Gf      | Gs      | G            | V            | N            | P            | Gf           | Gs           | G      | V      | N      | P      | Gf     | Gs     | DR |
| ------------ | ----- | ------- | ------- | ------- | ------- | ------- | ------- | ------------ | ------------ | ------------ | ------------ | ------------ | ------------ | ------ | ------ | ------ | ------ | ------ | ------ | -- |
| Serie B      | 36    | 19      | 8       | 7       | 4       | 18      | 11      | 19           | 2            | 9            | 8            | 9            | 19           | 38     | 10     | 16     | 12     | 27     | 30     | -3 |
| Coppa Italia | 1     | 2       | 0       | 1       | 1       | 3       | 4       | 2            | 0            | 0            | 2            | 1            | 5            | 4      | 0      | 1      | 3      | 4      | 9      | -5 |
| Totale       |       | 21      | 8       | 8       | 5       | 21      | 15      | 21           | 2            | 9            | 10           | 10           | 24           | 42     | 10     | 17     | 15     | 31     | 39     | -8 |

### Statistiche dei giocatori
| Giocatore      | Serie B  | Serie B | Serie B     | Serie B    | Coppa Italia | Coppa Italia | Coppa Italia | Coppa Italia | Totale   | Totale | Totale      | Totale     |
| Giocatore      | Presenze | Reti    | Ammonizioni | Espulsioni | Presenze     | Reti         | Ammonizioni  | Espulsioni   | Presenze | Reti   | Ammonizioni | Espulsioni |
| -------------- | -------- | ------- | ----------- | ---------- | ------------ | ------------ | ------------ | ------------ | -------- | ------ | ----------- | ---------- |
| R. Bacilieri   | 1        | 0       | ?           | ?          | ?            | ?            | ?            | ?            | 1+       | 0+     | ?           | ?          |
| U. Biagetti    | 32       | 4       | ?           | ?          | ?            | ?            | ?            | ?            | 32+      | 4+     | ?           | ?          |
| G. Biondi      | 16       | 0       | ?           | ?          | ?            | ?            | ?            | ?            | 16+      | 0+     | ?           | ?          |
| F. Bonora      | 17       | 0       | ?           | ?          | ?            | ?            | ?            | ?            | 17+      | 0+     | ?           | ?          |
| P. Bruno       | 23       | 1       | ?           | ?          | ?            | ?            | ?            | ?            | 23+      | 1+     | ?           | ?          |
| R. Cannito     | 26       | 1       | ?           | ?          | ?            | ?            | ?            | ?            | 26+      | 1+     | ?           | ?          |
| G. De Luca     | 22       | -16     | ?           | ?          | ?            | ?            | ?            | ?            | 22+      | -16+   | ?           | ?          |
| M. Gaiardi     | 36       | 1       | ?           | ?          | ?            | ?            | ?            | ?            | 36+      | 1+     | ?           | ?          |
| L. Gardiman    | 35       | 2       | ?           | ?          | ?            | ?            | ?            | ?            | 35+      | 2+     | ?           | ?          |
| W. Grezzani    | 11       | 0       | ?           | ?          | ?            | ?            | ?            | ?            | 11+      | 0+     | ?           | ?          |
| A. La Palma    | 33       | 0       | ?           | ?          | ?            | ?            | ?            | ?            | 33+      | 0+     | ?           | ?          |
| M. Lo Russo    | 27       | 0       | ?           | ?          | ?            | ?            | ?            | ?            | 27+      | 0+     | ?           | ?          |
| S. Magistrelli | 20       | 4       | ?           | ?          | ?            | ?            | ?            | ?            | 20+      | 4+     | ?           | ?          |
| P. Maragliulo  | 1        | 0       | ?           | ?          | ?            | ?            | ?            | ?            | 1+       | 0+     | ?           | ?          |
| C. Merlo       | 20       | 1       | ?           | ?          | ?            | ?            | ?            | ?            | 20+      | 1+     | ?           | ?          |
| C. Miceli      | 28       | 1       | ?           | ?          | ?            | ?            | ?            | ?            | 28+      | 1+     | ?           | ?          |
| F. Mileti      | 4        | 0       | ?           | ?          | ?            | ?            | ?            | ?            | 4+       | 0+     | ?           | ?          |
| A. Nardin      | 17       | -14     | ?           | ?          | ?            | ?            | ?            | ?            | 17+      | -14+   | ?           | ?          |
| P. Piras       | 20       | 5       | ?           | ?          | ?            | ?            | ?            | ?            | 20+      | 5+     | ?           | ?          |
| G. Re          | 37       | 4       | ?           | ?          | ?            | ?            | ?            | ?            | 37+      | 4+     | ?           | ?          |
| A. Spada       | 13       | 0       | ?           | ?          | ?            | ?            | ?            | ?            | 13+      | 0+     | ?           | ?          |
| P. Tusino      | 12       | 2       | ?           | ?          | ?            | ?            | ?            | ?            | 12+      | 2+     | ?           | ?          |